# Piercarlo Ghinzani
Piercarlo Ghinzani (ur. 16 stycznia 1952 w Bergamo) – włoski kierowca wyścigowy.
W 1977 został mistrzem Europejskiej Formuły 3, a w 1979 wygrał klasyfikację kierowców Włoskiej Formuły 3. W latach 1981 i 1983–1986 jeździł dla zespołu Osella w Formule 1. W GP USA 1984 zajął 5. miejsce. Były to jego jedyne punkty w karierze oraz jeden z dwóch przypadków, by punkty zdobył zawodnik Oselli. Dały mu one 19. miejsce wśród kierowców. Pod koniec kariery po roku spędził w Tolemanie, Zakspeedzie i Ligierze, ale nie zdobył punktów. W 1989 zakończył swój udział w wyścigach Formuły 1.